# Pteroeides durum
Pteroeides durum is een Pennatulaceasoort uit de familie van de Pennatulidae. De wetenschappelijke naam van de soort is voor het eerst geldig gepubliceerd in 1872 door Kölliker.